# Вільям Борукі
Вільям Дж. Борукі (англ. William J. (Bill) Borucki) — американський планетолог, що спеціалізується на пошуку екзопланет транзитним методом. Науковий керівник місії НАСА «Кеплер», однією з цілей якої був пошук екзопланет, схожих за хімічним складом з Землею і розташованих в зоні, придатній для життя

## Біографія
В 1962 році здобув ступінь магістра з фізики в Вісконсінсійському університеті в Мадісоні. Після цього працював в програмі «Аполлон» над теплозахисними екранами, призначеними для захисту космічних кораблів і екіпажу від перегріву при поверненні в атмосферу Землі
Згодом вивчав метеорологію в Університеті штату Каліфорнія в Сан-Хосе. 1982 року розпочав досліджувати природу блискавок та можливий вплив електричних розрядів в атмосфері на утворення органічних молекул, що є основою виникнення життя, із застосуванням супутникової апаратури, в проєктуванні якої брав безпосередню участь. В цьому дослідженні провів аналіз частоти виникнення блискавок на інших планетах Сонячної системи, ґрунтуючись на даних, отриманих АМС.
До 1984 року Борукі став займатися пошуком екзопланет транзитним методом, заснованим на фіксуванні періодичного зниження яскравості зірки, викликаного проходом планети на тлі її диска.
З цього часу і аж до 1988 року Борукі організовував симпозіуми вчених для визначення найкращих способів виявлення екзопланет транзитним методом і тісно співпрацював з Національним інститутом стандартів і технологій в розробці фотометрів необхідної чутливості. В Лікській обсерваторії Борукі сконструював наземний експериментальний телескоп для обґрунтування концепції космічного телескопа, орієнтованого на пошук екзопланет.
В 2009 році Борукі призначений головним дослідником місії «Кеплер». Станом на січень 2015 року в ході місії відкрито 1013 підтверджених екзопланет в 440 зоряних системах та 3199 об'єктів залишаються непідтвердженими кандидатами на статус екзопланети.

## Нагороди та визнання
- 1967:Нагорода за досягнення місії «Аполлон», НАСА
- 1987:Excellence for Center Productivity, Quality, and Safety Award, NASA Ames
- 1998:Group Achievement Award, Cassini Program Huygens Atmospheric Structure Instrument Team, NASA
- 1999:Superior Accomplishment, NASA Ames Award; Vulcan Project
- 2000:Group Achievement Award, NASA Honor Award; Astrobiology Team
- 2005:Scientist or Researcher, Ames Honor Awards
- 2009:Breakthrough Award, Popular Mechanics
- 2010:Outstanding Leadership Medal, NASA Honor Award
- 2010:NASA Software of the Year Award, NASA Software Advisory Panel
- 2010:Systems Engineering Excellence Award, NASA's Office of the Chief Engineer
- 2010:Group Achievement, NASA Honor Award; Kepler Team
- 2011:Lancelot M. Berkeley Prize for Meritorious Work in Astronomy, American Astronomical Society
- 2011:Public Service Leader of the Year, Harvard Club of San Francisco
- 2011:Professional Award, Astronomical Association of Northern California
- 2012:Nelson B. Jackson Aerospace Award, National Space Club; Kepler Team
- 2012:Vision to Reality Award, Space Frontier Foundation
- 2012:Maria and Eric Muhlmann Award, Astronomical Society of the Pacific; Kepler Team
- 2012:Space Science Award, American Institute of Aeronautics and Astronautics; Kepler Team
- 2012:George W. Goddard Space Science Award, SPIE
- 2012:John L. «Jack» Swigert, Jr., Award for Space Exploration, Space Foundation
- 2012:Laureate Award for Space, Aviation Week
- 2013:Space Award, The World Technology Network
- 2013:Career Achievement Award, Samuel J. Heyman Service to America Medal given by U.S. President Obama
- 2013:Exceptional Scientific Achievement Medal, NASA Honor Award
- 2013:Медаль Генрі Дрейпера, National Academy of Sciences
- 2014:Robert H. Goddard Memorial Trophy, National Space Club
- 2015:NASA Ames Fellow
- 2015:Trophy for Current Achievement, National Air and Space Museum
- 2015:Премія Шао з астрономії
- 2015:Frank Drake Award for Innovation in SETI[8]
- 2016:Медаль Бенджаміна Франкліна[9]
- 2016:член Американської асоціації сприяння розвитку науки
- 2017:член Американської академії мистецтв і наук

## Доробок
- Blomme, J., Debosscher, J., De Ridder, J., Aerts, C., Gilliland, R.L., Christensen-Dalsgaard, J., Kjeldsen, H., Brown, T.M., Borucki, W.J., Koch, D., et al. (2010). Automated classification of variable stars in the asteroseismology program of the kepler space mission. Astrophysical Journal Letters 713, L204–L207. doi:10.1088/2041-8205/713/2/L204
- Borucki, W.J., Koch, D., Basri, G., Batalha, N., Brown, T., Caldwell, D., Caldwell, J., Christensen-Dalsgaard, J., Cochran, W.D., Devore, E., et al. (2010). Kepler planet-detection mission: Introduction and first results. Science 327, 977—980. doi:10.1126/science.1185402
- Borucki, W.J., Koch, D.G., Basri, G., Batalha, N., Brown, T.M., Bryson, S.T., Caldwell, D., Christensen-Dalsgaard, J., Cochran, W.D., DeVore, E., et al. (2011). Characteristics of planetary candidates observed by Kepler. II. Analysis of the first four months of data. Astrophysical Journal 736. doi:10.1088/0004-637X/736/1/19
- Chaplin, W.J., Kjeldsen, H., Bedding, T.R., Christensen-Dalsgaard, J., Gilliland, R.L., Kawaler, S.D., Appourchaux, T., Elsworth, Y., García, R.A., Houdek, G., et al. (2011). Predicting the detectability of oscillations in solar-type stars observed by Kepler. Astrophysical Journal 732. doi:10.1088/0004-637X/732/1/54
- Doyle, L.R., Carter, J.A., Fabrycky, D.C., Slawson, R.W., Howell, S.B., Winn, J.N., Orosz, J.A., Přsa, A., Welsh, W.F., Quinn, S.N., et al. (2011). Kepler-16: A transiting circumbinary planet. Science 333, 1602—1606. doi:10.1126/science.1210923
- Fulchignoni, M., Ferri, F., Angrilli, F., Ball, A.J., Bar-Nun, A., Barucci, M.A., Bettanini, C., Bianchini, G., Borucki, W., Colombatti, G., et al. (2005). In situ measurements of the physical characteristics of Titan's environment. Nature 438, 785—791. doi:10.1038/nature04314
- Gilliland, R.L., Brown, T.M., Christensen-Dalsgaard, J., Kjeldsen, H., Aerts, C., Appourchaux, T., Basu, S., Bedding, T.R., Chaplin, W.J., Cunha, M.S., et al. (2010). Kepler asteroseismology program: Introduction and first results. Publications of the Astronomical Society of the Pacific 122, 131—143. doi:10.1086/650399
- Hekker, S., Debosscher, J., Huber, D., Hidas, M.G., De Ridder, J., Aerts, C., Stello, D., Bedding, T.R., Gilliland, R.L., Christensen-Dalsgaard, J., et al. (2010). Discovery of a red giant with solar-like oscillations in an eclipsing binary system from kepler space-based photometry. Astrophysical Journal Letters 713, L187–L191. doi:10.1088/2041-8205/713/2/L187
- Holman, M.J., Fabrycky, D.C., Ragozzine, D., Ford, E.B., Steffen, J.H., Welsh, W.F., Lissauer, J.J., Latham, D.W., Marcy, G.W., Walkowicz, L.M., et al. (2010). Kepler-9: A system of multiple planets transiting a sun-like star, confirmed by timing variations. Science 330, 51–54. doi:10.1126/science.1195778
- Jenkins, J.M., Caldwell, D.A., Chandrasekaran, H., Twicken, J.D., Bryson, S.T., Quintana, E.V., Clarke, B.D., Li, J., Allen, C., Tenenbaum, P., et al. (2010b). Initial characteristics of kepler long cadence data for detecting transiting planets. Astrophysical Journal Letters 713, L120–L125. doi:10.1088/2041-8205/713/2/L120
- Koch, D., Borucki, W., Webster, L., Dunham, E., Jenkins, J., Marriott, J., and Reitsema, H. (1998). Kepler: A space mission to detect earth-class exoplanets. pp. 599—607. doi:10.1117/12.324482
- Koch, D.G., Borucki, W.J., Basri, G., Batalha, N.M., Brown, T.M., Caldwell, D., Christensen-Dalsgaard, J., Cochran, W.D., Devore, E., Dunham, E.W., et al. (2010). Kepler mission design, realized photometric performance, and early science. Astrophysical Journal Letters 713, L79–L86. doi:10.1088/2041-8205/713/2/L79
- Lissauer, J.J., Fabrycky, D.C., Ford, E.B., Borucki, W.J., Fressin, F., Marcy, G.W., Orosz, J.A., Rowe, J.F., Torres, G., Welsh, W.F., et al. (2011). A closely packed system of low-mass, low-density planets transiting Kepler-11. Nature 470, 53–58. doi:10.1038/nature09760